# The Girl Who Died
"The Girl Who Died" é o quinto episódio da nona temporada da série de ficção científica Doctor Who, transmitido originalmente através da BBC One em 17 de outubro de 2015. Foi escrito por Jamie Mathieson e Steven Moffat e dirigido por Ed Bazalgette.
Neste episódio, o alienígena viajante do tempo conhecido como o Doutor (Peter Capaldi) e sua companheira Clara Oswald (Jenna Coleman) acabam parando em uma pequena vila viking, onde um ser extraterrestre da raça Mire, disfarçado como Odin, está aterrorizando o lugar. Ashildr (Maisie Williams), filha de um dos moradores, declara guerra a eles, e o Doutor se vê obrigado a transformar em 12 horas alguns fazendeiros em guerreiros para tentar salvar a vila.

## Enredo
O episódio começa com Clara (Jenna Coleman) flutuando no espaço; enquanto isso, o Doutor (Peter Capaldi) está em sua TARDIS falando com ela no telefone, ao mesmo tempo que está sendo atacado por uma frota de batalha. Após resgatar Clara, o Doutor pousa a TARDIS na Terra, sendo então rapidamente capturados por vikings, que quebram os óculos sônicos do Doutor. Os vikings escoltam os dois para sua aldeia, mas o Doutor se liberta de suas correntes e tenta negociar sua liberdade usando "mágica" - na realidade, um ioiô. Depois de zombar do deus deles, Odin, os vikings passam a temê-lo. Entretanto, o próprio Odin, em seguida, aparentemente aparece no céu acima da aldeia, elogiando a bravura dos guerreiros vikings, convidando-os para a festa na mesa de Valhalla. Robôs gigantes em seguida, aparecem na aldeia, abduzindo seus guerreiros - juntamente com Clara e uma menina do vilarejo chamada Ashildr (Maisie Williams) - para um local desconhecido, deixando o Doutor com as demais pessoas da aldeia.
Depois que os vikings são abatidos para extração de testosterona, Clara confronta "Odin", que é revelado ser um dos Mire, uma espécie que se orgulha de sua reputação violenta e impiedosa. Clara inicialmente convence os Mire a devolvê-las para a aldeia e deixa-los em paz, mas Ashildr, irritada com a morte dos guerreiros, declara guerra à espécie. Eles propõem uma batalha em vinte e quatro horas, devolvendo Clara e Ashildr de volta para a aldeia. Clara informa o Doutor dos eventos, e este recomenda que os habitantes fugissem de lá, no pouco tempo que tinham. Recusando-se a sair por conta de sua honra e orgulho, os habitantes da cidade decidem lutar contra os Mire. O Doutor, depois de traduzir os tristes gritos de medo de um bebê, tenta deixar a aldeia, mas Clara convence-o a ficar e ajudar a treinar as pessoas para a batalha. Relutantemente ele aceita, e tenta se impor para preparar a vila para a luta. Devido aos únicos moradores restantes da cidade serem pescadores e agricultores, suas habilidades de combate são fracas, e o Doutor vê que ele precisa de um novo plano para ajudá-los a derrotar os Mire, um plano que ele ainda tinha pensado.
Depois de seguir os gritos do bebê, que incluem "fogo e água", o Doutor descobre uma sala próxima preenchida com barris de água que continham enguias-elétricas, de modo que ele conseguiu criar um plano. Quando os Mire chegam, o Doutor conversa com seu líder no celeiro, distraindo-os enquanto as pessoas da cidade colocam ganchos de metal em seus capacetes. As pessoas, em seguida, conectaram o fio na água com as enguias elétricas, eletrocutando os robôs, enquanto o Doutor rouba um capacetes destes. Ashildr, utilizando fantoches construídos por ela, usa o capacete adaptado pelo Doutor, projetando a imagem de um dragão nas mentes dos Mire, enquanto Clara filma o que realmente está acontecendo em seu celular. Os robôs restantes fogem, deixando apenas o líder, que o Doutor chantageia para deixar a vila pacificamente ou iria constrangê-lo com a filmagem, publicando-a na "Plataforma Galáctica". O líder Mire deixa a cidade e os habitantes comemoram, até que o pai de Ashildr encontra-a morta sob o capacete, devido a uma parada cardíaca devido ao poder usado.
O Doutor, irritado e chateado, sai do celeiro e se afasta das pessoas da cidade. Quando Clara o confronta, ela questiona o que aconteceu e o Doutor diz simplesmente que está cansado de sempre perder as pessoas com quem se preocupa, desejando que ele pudesse salvar a todos. Ao ver seu próprio reflexo na água, ele então percebe por que sua regeneração escolheu esse rosto, um fato que ele tinha se perguntando em "Deep Breath". Ele se lembra do rosto de Caecilius de "The Fires of Pompeii" e como ele tinha quebrado as regras do tempo para salvar este homem e sua família, e percebe que ele inconscientemente escolheu esse rosto como um lembrete de que ele sempre pode salvar as pessoas. Revitalizado por isso, ele volta para o celeiro e religa um chip de um capacete Mire para reviver Ashildr, e deixa-lhe um segundo chip para quando ela entender o que ele fez. O Doutor e Clara vão embora, e este primeiro revela que, revivendo Ashildr, ele também a fez imortal. Clara expressa confusão sobre a escolha do Doutor, já que ele diz a ela que "imortalidade significa ver toda a gente morrer", e ele fala sobre sua preocupação com o fato de que ele já fez de Ashildr um híbrido. Ashildr é então vista sorrindo, mas com o mundo passando através do tempo e deixando-a com a mesma idade, seu sorriso se transforma em uma expressão de tristeza, miséria e dor.

### Continuidade
David Tennant e Catherine Tate aparecem em um flashback como o Décimo Doutor e Donna Noble, respectivamente, em cenas de "The Fires of Pompeii", em que Peter Capaldi também apareceu. Um flashback de "Deep Breath", o episódio de estreia da oitava temporada, também aparece, com o Doutor finalmente entendendo por que ele escolheu o rosto atual.
O Doutor diz que Ashildr é agora um "híbrido", uma alusão a profecia contada por Davros em "The Magician's Apprentice" / "The Witch's Familiar", onde ele disse que duas raças de grandes guerreiros formariam um híbrido entre os Senhores do Tempo e os Daleks; neste episódio, entretanto, a mesclagem é entre os vikings e os Mire.
Ao Ashildr ser trazida de volta à vida uma vez, ela sempre será continuamente revivida, semelhante ao destino de Jack Harkness após os acontecimentos de "The Parting of the Ways".

## Produção

### Escolha do elenco
Odin seria originalmente interpretado por Brian Blessed, que já havia atuado anteriormente em Doctor Who como King Yrcanos no arco Mindwarp em 1986, sendo-lhe também oferecido o papel de Segundo Doutor em 1966. Blessed, no entanto, foi forçado a sair, sendo substituído por David Schofield.

## Transmissão e recepção
"The Girl Who Died" foi transmitido no Reino Unido na noite de 17 de outubro de 2015 através da BBC One. O episódio foi visto em sua exibição original por 4,85 milhões de espectadores, com participação de 23,2%, um aumento significativo em relação ao episódio anterior, sendo o valor mais elevado da temporada até aquele momento. O episódio ainda teve um Índice de Apreciação de 82.[carece de fontes?]

### Recepção
O episódio recebeu críticas positivas dos críticos, sendo principalmente elogiado o humor do episódio, a resolução com relação ao rosto do Doutor e as performances de Capaldi, Coleman e Williams.

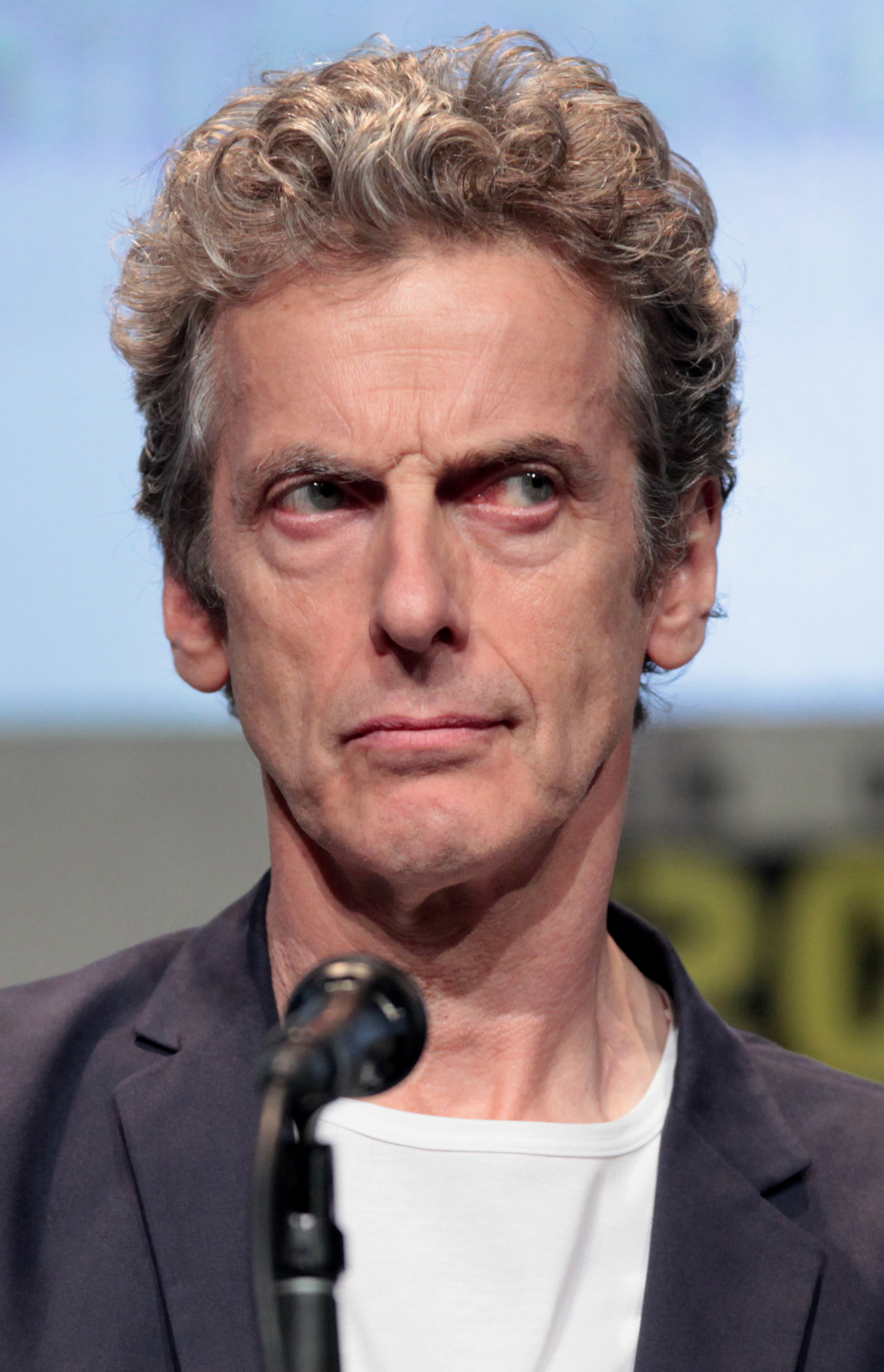
Mais uma vez, a atuação de Peter Capaldi como o Doutor foi um dos pontos mais aclamados pelos críticos.

Patrick Mulkern da Radio Times deu a "The Girl Who Died" uma classificação perfeita de cinco estrelas, alegando que "Jamie Mathieson e Steven Moffat investiram numa fórmula tradicional com um toque de imprevisibilidade e imortalidade". Ele foi mais longe, dizendo que o episódio "tomou uma veia muito tradicional, mas novamente maliciosamente transcende, conseguindo o 'santo graal' do drama de TV - a imprevisibilidade", também alegando que "tudo o que é feito para ser engraçado é engraçado e  momentos tristes são tristes ", elogiando ainda a direção do episódio como "impecável".
Scott Collura da IGN também elogiou o episódio, atribuindo-lhe uma pontuação de 8,8/10, considerado pelo site como "ótimo". Ele elogiou especialmente o desempenho de Capaldi, rotulando-o "grande e comovente", ao mesmo tempo desfrutando "da introdução da personagem de Maisie Williams" e os episódios com "grandes toques temáticos". Ele resumiu seu comentário, afirmando "A nona temporada de Doctor Who continua forte com a chegada muito esperada de Maisie Williams como "a garota que morreu". Enquanto a revelação de sua personagem pudesse ser uma decepção para os fãs de longa data, o próprio episódio e sua temática compensam isso." Catherine Gee do The Telegraph também gostou do episódio, chamando-o de "acelerado" e afirmando que "estabelece todos os ingredientes certos para algo grande na semana seguinte". Ela também disse: "A sequência de ataque e batalha foram compactadas através da velocidade. Senti que foi um pouco apressado, o que não fez uma enorme questão, já que claramente a intenção era a criação de uma segunda parte maior".
Alasdair Wilkins do The A.V. Club deu nota máxima para o episódio, atribuindo-lhe um "A" - o primeiro desta temporada - e afirmou que "a escrita, a atuação, a direção se combinam para criar o que é muito possivelmente o melhor episódio desde Doutor". Ele chamou o episódio de "fantasticamente engraçado sempre que ele quer ser", mas também elogiou fortemente o sub-enredo do rosto do Doutor, chamando a revelação "maravilhosamente simples". Ele fechou sua revisão ao rotular o episódio como "um grande triunfo" e afirmou que a história "lembra que o que motiva as decisões do Doutor são fundamentalmente as mesmas emoções que todos nós sentimos, e é isso que torna esta uma hora tão brilhante na televisão ".
Morgan Jeffery do Digital Spy também elogiou o episódio, chamando-o de "diferente de tudo que você já viu antes". Ele chamou o episódio de "acelerado, acentuado, com diálogos engraçados e alguma grande palhaçada de Peter Capaldi", elogiando ainda Williams como "sublime na sua parte, sem nunca exagerar na natureza enigmática do personagem". Ele fechou o comentário dizendo "enquanto Doctor Who deveria ser assim a cada semana, a variedade ilimitada do show sempre foi seu maior ponto de venda, e é refrescante ver 'The Girl Who Died' quebrar o molde e se atrever a ser inteiramente imprevisível e diferente ".